# Casalfiumanese
Casalfiumanese – miejscowość i gmina we Włoszech, w regionie Emilia-Romania, w prowincji Bolonia.
Według danych na styczeń 2009 gminę zamieszkiwało 3440 osób przy gęstości zaludnienia 42 os./1 km².

## Bibliografia

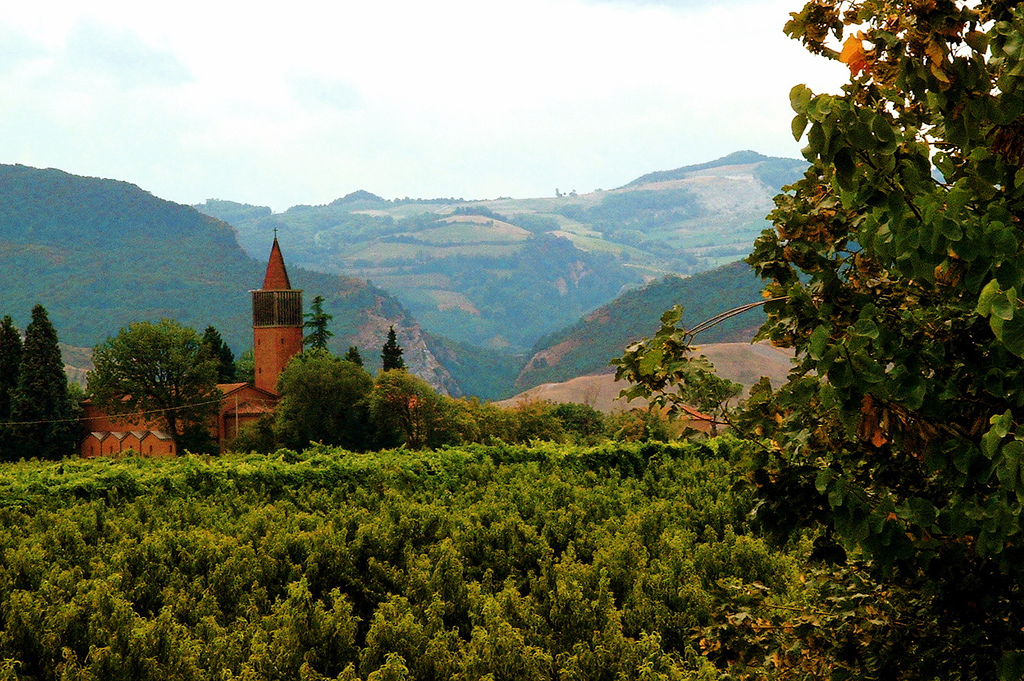
Kościół